# Carajillo

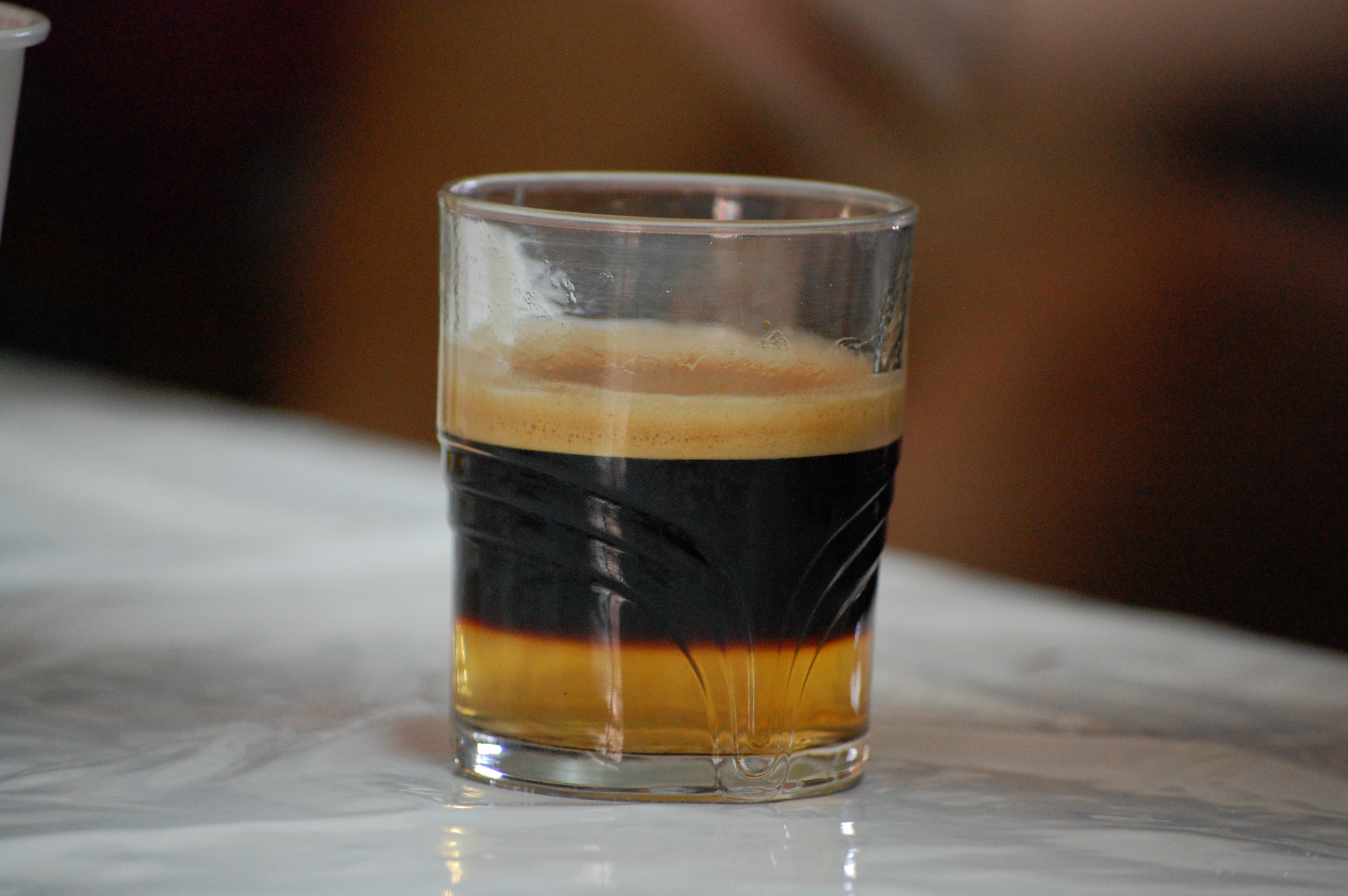
Carajillo.

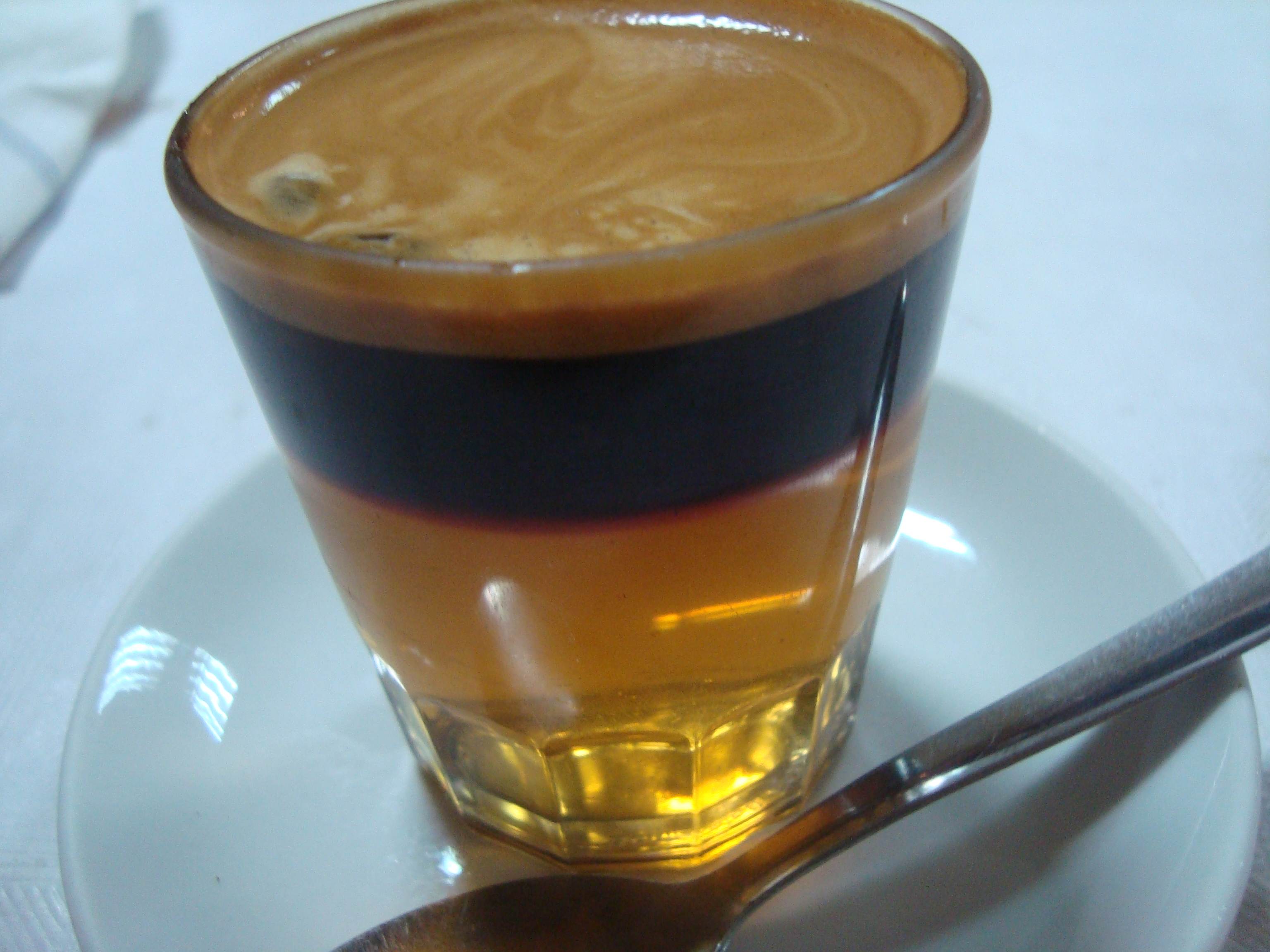
Carajillo cremat (Torreblanca, Espagne).

Le carajillo est une boisson espagnole préparée avec du café auquel on ajoute du brandy ou du rhum.
Cette boisson date de l'occupation espagnole de Cuba. Les troupes mélangeaient du rhum et du café pour se donner du courage (« courage » se dit en espagnol coraje qui a donné corajillo puis carajillo).
Il existe différentes façons de préparer le carajillo, la plus courante étant juste mélangeant le café et la liqueur, ou alors en réchauffant cette dernière avec du citron, du sucre et de la cannelle et en mélangeant ensuite ces ingrédients avec le café.